# Koko N’Guessan
Koko Ange Mariette Christelle N’Guessan (* 18. November 1990 in Abidjan) ist eine ivorische Fußballspielerin.

## Karriere

### Verein
Die in Abidjan geborene und in Yopougon aufgewachsene N’Guessan begann ihre Karriere bei Omness de Dabou und spielte von 2008 bis 2014 für die Seniormannschaft. In dieser Zeit holte sie 2-mal den Pokalsieg und einen Titel der Ligue 1. Im Frühjahr 2015 verließ sie erstmals die Elfenbeinküste und schloss sich den litauischen Meister Gintra Universitetas an. Nachdem Gewinn, der Meisterschaft 2015 verließ sie Litauen und wechselte nach einem halben Jahr nach Zypern, zu Anorthosis Famagusta. Auf Zypern erzielte sie in 13 Spielen, 17 Tore und holte mit Anorthosis, die Meisterschaft, bevor sie im August 2016 nach Spanien zum FC Barcelona ging. Nach der Vizemeisterschaft mit Barcelona und 3 Einsätzen (1 Tor), in der UEFA Women’s Champions League, unterschrieb N’Guessan am 16. Juli 2017, schließlich beim spanischen Liga Femenina Iberdrola Aufsteiger UDG Tenerife Egatesa.

### Nationalmannschaft
N’Guessan steht im Kader der ivorischen Nationalmannschaft und wurde am 26. Oktober 2012 für die Coupe d’Afrique des nations féminine de football nominiert. 2015 wurde sie als kleinste aller Spielerinnen für die WM in Kanada nominiert und erzielte im zweiten Gruppenspiel gegen Thailand das 1:0 und damit das erste WM-Tor für die Elfenbeinküste. Die Elfenbeinküste verlor das Spiel dann aber mit 2:3. N’Guessan hatte in der Schlussminute noch die Chance zum Ausgleich, sie schoss der thailändischen Torhüterin aber direkt in die Arme. Nach der WM 2015 in Kanada, wurde N’Guessan, zur Mannschaftskapitänin der Les Eléphantes.